# Cardenal Quintero
Cardenal Quintero is een gemeente in de Venezolaanse staat Mérida. De gemeente telt 11.000 inwoners. De hoofdplaats is Santo Domingo.